# Grönlandspumpen

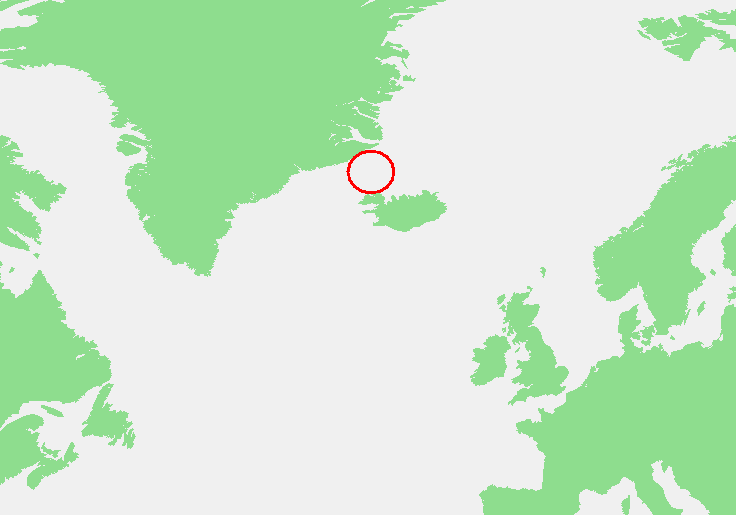
Grönlandspumpen

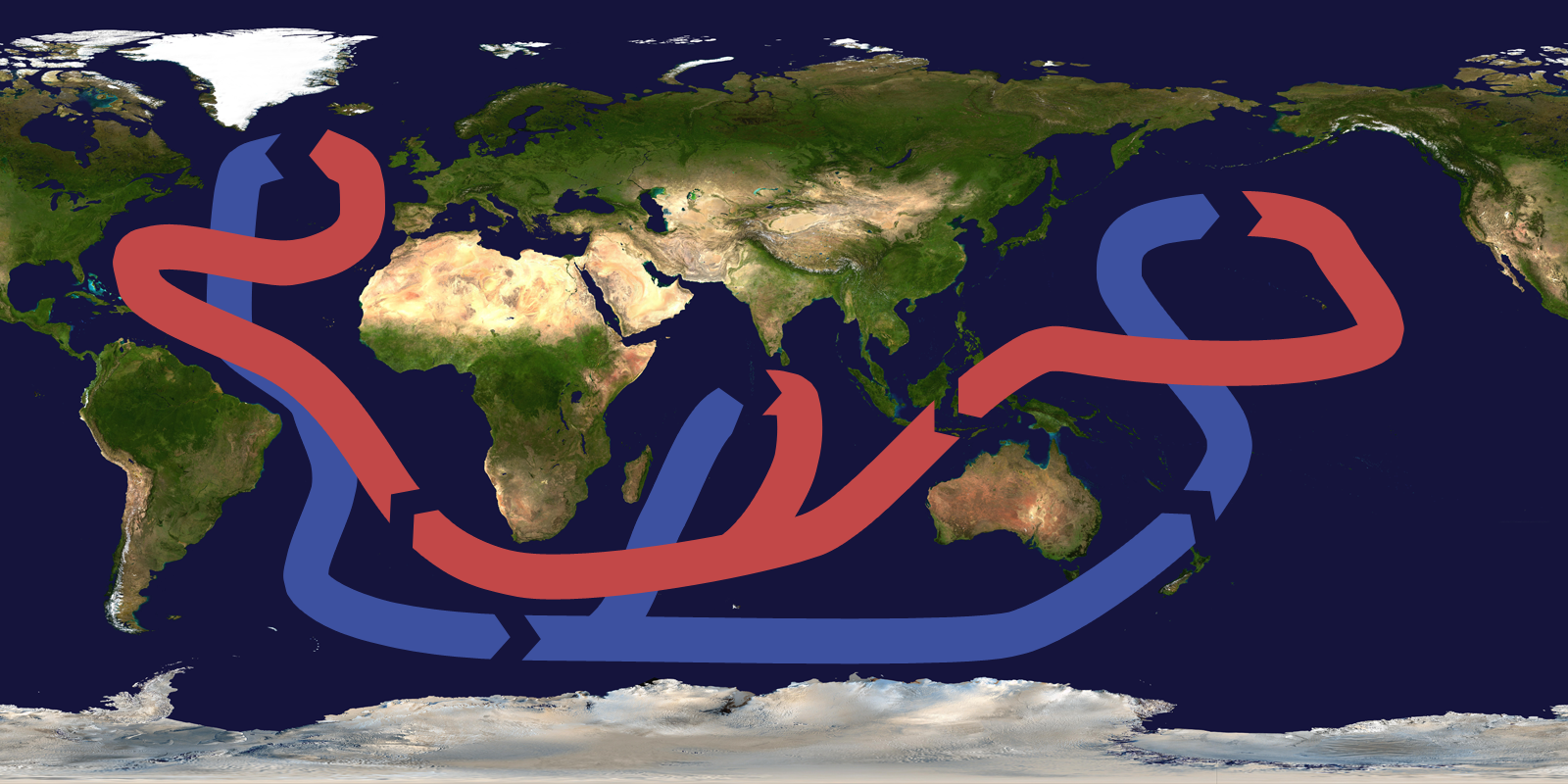
Ett förenklat diagram över det globala termohalina kretsloppet. Blå pilar representerar djuphavsströmmar, och de röda ytvattenströmmar. Grönlandspumpen befinner sig överst till vänster, i övergången mellan röda och blå pilar.

Grönlandspumpen är en enorm havsström i Danmarkssundet, mellan Grönland och Island. Grönlandspumpen är den sista delen av Golfströmmen och en drivande kraft i den globala termohalincykeln. Grönlandspumpen kallas ibland "havens kalla hjärta". 

## Nersjunkning
När Golfströmmen och dess förlängning, Nordatlantiska driften, flyter norrut sker avkylning genom avdunstning av det varma ytvattnet och genom att värme avges till de kallare omgivningarna. Detta ökar havsvattnets täthet i norra Atlanten, och det tyngre vattnet sjunker mot botten. Golfströmmens varma vatten svalnar utanför östra Grönland och sjunker till botten som ett enormt vattenfall på nästan 3 500 meter under havets yta. Vattenfallet sker där Danmarkssundets "tröskel" stupar ner mot djuphavet 3,5 kilometer längre ner.
Fenomenet kallas tungvattenbildning, det vill säga en bildning av vatten med högre densitet. På engelska hänvisas det generellt till downwelling och Atlantic meridional overturning circulation. När det kallare vattnet sjunkit till botten drivs det tillbaka söderut som en ny, sval havsström som rinner i riktning mot ekvatorn. I denna process leds det mer koldioxidhaltiga ytvattnet ner i djuphavet, och därmed ingår även Grönlandspumpen i kolets kretslopp. Ett liknande men mindre nedsjunkande sker runt Färöarna, i det som på engelska kallas Faroe Bank Channel overflow.
Grönlandspumpen håller igång den globala cirkulationen. Den är därmed en nödvändighet för att Golfströmmens transport av varmt vatten ska mildra de nordvästeuropeiska vintrarna, jämfört med vintrarna på samma breddgrader i Kanada och Sibirien. Det uppskattas att bildningen av tyngre vatten sker med 5 (alternativt 3,5) miljoner kubikmeter per sekund, vilket gör Grönlandspumpen 350 gånger mer voluminös än det tidigare största vattenfallet på jorden, Guaírafallen (portugisiska Salto de Sete Quedas) – numera översvämmade av Itaipu-dammen – på gränsen mellan Brasilien och Paraguay.

## Global uppvärmning
Som en konsekvens av den globala uppvärmningen finns det ett oroande perspektiv. Avsmältningen av Grönlands inlandsis resulterar i tillförsel av färskt ytvatten till Atlanten. Det har tidigare funnits en balans mellan inlandsisens ökning och minskning. Men under senare år har skett en aldrig tidigare skådad smältning av Grönlands inlandsis (350 gigaton som direkt smältning och 450 gigaton som isberg). Vad som skulle kunna hända är att färskvattnet från inlandsisen förhindrar bildning av tyngre vatten och därmed proppar igen Grönlandspumpen, med stora klimatförändringar som följd för Västeuropa. Mätningar visar att cirkulationen försvagades åren 1975 till 1998, men sedan 2000 har det varit normalt.

## Forskning
Under 2018 gjordes ett storskaligt försök att mäta strömmarna i Nordatlanten.